# دوروتيا كروك غلياد
دوروتيا كروك غلياد (بالعبرية: דורותיאה קרוק-גלעד) (11 فبراير 1920 - 13 نوفمبر 1989) أستاذة في الأدب الإسرائيلي ومترجمة وبروفيسورة الأدب الإنجليزي في جامعات كامبريدج والجامعة العبرية في القدس وجامعة تل أبيب.
في عام 1973، حصلت على جائزة إسرائيل في العلوم الإنسانية.  

## حياتها
ولدت في ريجا عاصمة لاتفيا وانتقلت إلى جنوب أفريقيا في سن الثامنة. وحصلت على درجة علمية في الأدب الإنجليزي من جامعة كيب تاون. وفي عام 1946 حصلت على منحة دراسية في كلية نيونهام بجامعة كامبريدج حيث حصلت على درجة الدكتوراه. وعملت لمدة 14 كأستاذ مساعد. وكان من بين طلابها الشاعرة سيلفيا بلاث،  التي كتبت أن كروك كانت نموذجها المثالي للمرأة المهنية الناجحة وكانت إنسانة رائعة. وأثناء وجودها في نيونهام، نشرت كروك أول عمل نقدي رئيسي لها، «التقاليد الثلاثة للفكر الأخلاقي».
في عام 1960، هاجرت إلى إسرائيل وبدأت التدريس في الجامعة العبرية في القدس في قسم الأدب الإنجليزي.
وتزوجت كروك من الشاعر زيروبافيل جلعاد عام 1968 وأصبحت عضواً في كيبوتس عين حرود. وترجمت العديد من قصائده إلى اللغة الإنجليزية. وتوفيت في 13 نوفمبر 1989.

## جوائز وتكريمات
- في عام 1973، حصلت على جائزة إسرائيل في العلوم الإنسانية.[7] [8]
- في عام 1974، انتخبت عضوًا في الأكاديمية الإسرائيلية للعلوم والعلوم الإنسانية.

## الأعمال المنشورة
- ثلاثة تقاليد للفكر الأخلاقي، نيويورك، مطبعة جامعة كامبريدج، 1959
- محنة الوعي في أعمال هنري جيمس كامبريدج، إنجلترا 1962
- عناصر المأساة مطبعة جامعة ييل، 1969
- جون سيرجنت ودائرته: دراسة لثلاثة أرسطوليين إنجليز من القرن السابع عشر (مع بيفرلي سي ساوثجيت) إي جيه بريل، 1993